# Ellen Harvey
Ellen Harvey (* 1967 in Farnborough, Kent, Großbritannien) ist eine britische Künstlerin.

## Leben
1989 absolvierte Harvey das Harvard College und im Jahre 1993 die Yale Law School. Sie studierte an der Hochschule der Künste in Berlin (1990). Ellen Harvey nahm am Whitney Museum Independent Study Program und am PS1 National Studio Program teil.
Harvey lebt und arbeitet in Brooklyn, New York.

## Werk
Ellen Harveys Werk umfasst Installationen, Videoarbeiten, Street Art Projekte sowie Malerei. Im Mittelpunkt steht eine reflektierte Auseinandersetzung mit dem gesellschaftlichen und theoretischen Anspruch an die Kunst und den Künstler. Die Künstlerin stellt Fragen nach der Bedeutung des Künstlersubjekts, nach Versagensängsten, nach gesellschaftlichen Dichotomien und nach der Bedeutung und Wirkung von Kunst im sozialen Raum.
Ellen Harvey benutzt traditionelle ästhetische und künstlerische Mittel auf überraschende Art und Weise, um die soziale oder physische Umgebung des Kunstwerks in Frage zu stellen. Die Künstlerin bezeichnet ihr Ziel als „Menschen zum Denken zu verführen“ („to seduce people into thinking“). Viele von Harveys großen Installationsarbeiten können als Institutionskritik verstanden werden. Sie versuchen, die Wünsche oder Widersprüche, die in bestimmten Situationen impliziert sind, zu visualisieren und den Blick auf die üblichen Prozesse zu verschärfen.
Eines ihrer ersten Projekte, für das die Künstlerin eine große Aufmerksamkeit bekam, war New York Beautification Project. Zwischen 1999 und 2001 malte sie mit Ölfarben direkt über die Graffiti in New York kleine romantische Landschaftsbilder.
Für das Projekt Bad Boy Klimt von 2002 hat sie das Wiener Secessionsgebäude mit Graffiti bespielt, die sie mit Beethovenfries von Gustav Klimt verbunden hat. Für A Whitney for the Whitney at Philip Morris (2003) gestaltete Ellen Harvey eine ca. 24 m große Collage aus den Bildern aus dem Katalog der Sammlung von Whitney Museum of American Art.

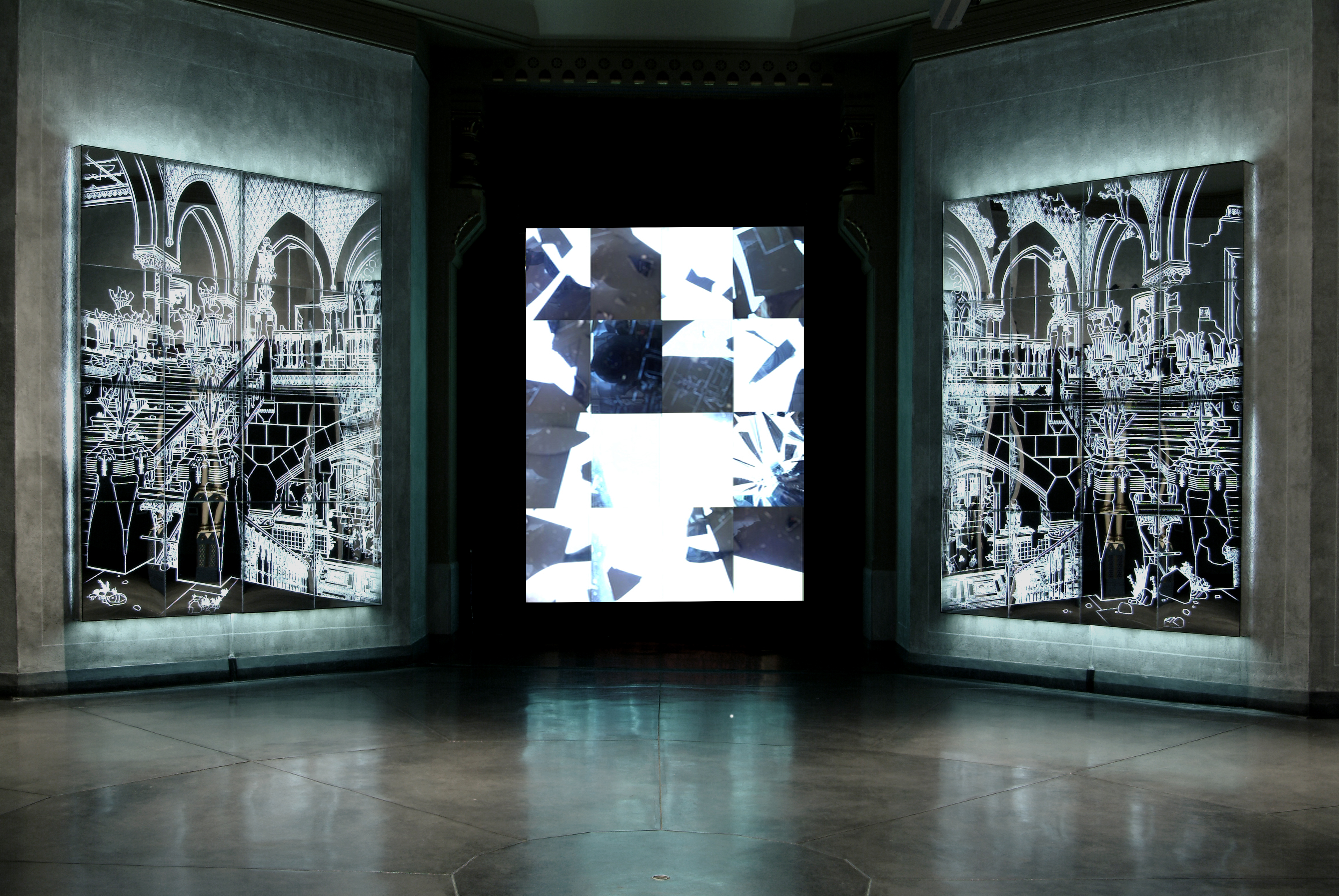
MirrorInstallation

2005 erhielt Ellen Harvey das Stipendium der Pennsylvania Academy of the Fine Arts und schuf die Arbeit Mirror – eine Installation mit handgravierten, von hinten beleuchteten Spiegeln und den dazu gehörigen Videos. Zusammen ergeben sie ein 360 Grad umfassendes Bild, das den berühmten Eingang der Pennsylvania Academy of the Fine Arts als eine Ruine darstellt.
Für die Arbeit The Irreplaceable Cannot be Replaced hat Ellen Harvey Menschen darum gebeten, ihr die Aufnahmen oder Beschreibungen der Dinge zuzuschicken, die sie im Hurrikan Katrina verloren haben. Die Künstlerin hat 12 Beiträge blind ausgesucht und sie gemalt. Die Gemälde und alle Beschreibungen wurden im New Orleans Contemporary Art Center ausgestellt und am Ende der Ausstellung den Teilnehmern übergeben.
Die Werksreihe I am a Disaster von 2006 besteht aus Spiegeln, in die Katastrophenbilder eingraviert sind. Da sind neu errichtete Hochhäuser in der Ästhetik der Ruinen dargestellt, die bei den Malern des 18. und 19. Jahrhunderts so beliebt war.
Harvey wurde 2008 zum Whitney Biennial aufgenommen, auf der sie ihre Installation Museum of Failure ausgestellt hat sowie ein ortsspezifisches Video und ein Performancestück zeigte, das den Titel 100 Visitors to the Biennial Immortalized trägt. Dafür hat sie jeweils 15 Minuten lang Porträts von Besuchern gemalt. Anschließend mussten diese einen Fragebogen zur Qualität dieser Portraits ausfüllen.
Die jüngsten Projekte konzentrieren sich auf die Klischees der traditionellen Kunstproduktion. Für die Arbeit Observations Concerning the Picturesque hat Ellen Harvey einen Führer für den Citadel Park entworfen, der das Museum S.M.A.K. (in Gent, Belgium) umgibt. Die Ansichten des Parks hat sie so dargestellt, als wären sie nach den Regeln der malerischen Schönheit im Landschaftsbild gebaut, die in den extrem populären Handbüchern über englische Landschaftsmalerei von William Gilpin (1724–1804) formuliert worden sind.

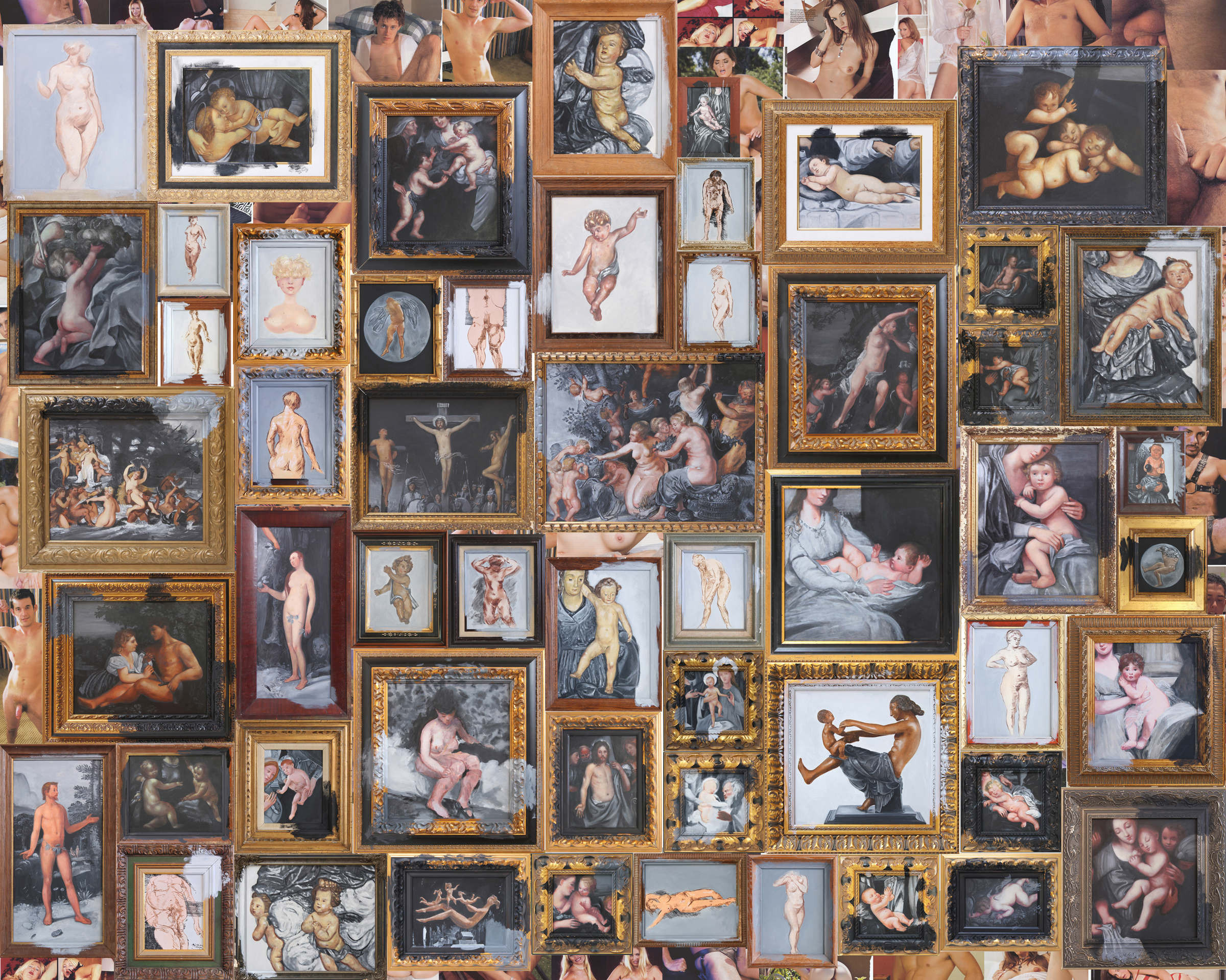
00Allsmall

Im Projekt Nudist Museum (2010) widmet sich Ellen Harvey dem Thema Nacktheit und kopiert alle Aktdarstellungen aus dem Bass Museum of Art. Die umgebenden Details werden dabei wenig beachtet, so dass der Körper vollständig in den Vordergrund tritt. Die Bilder hat die Künstlerin über die zeitgenössischen nackten Fotos aus dem Netz gehängt.
Im Projekt Alien’s Guide to the Ruins of Washington DC (2013) versetzt sich die Künstlerin in die Zukunft in Tausenden von Jahren, wenn die Erde nichts mehr als eine wasserleere Wüste ist. Sie gestaltet einen Reiseführer für außerirdische Touristen, wo unterschiedliche architektonische Elemente des Washington, D.C. und Gegenstände aus diesen Gebäuden erklärt und Vermutungen über ihre Funktionen angestellt werden.

## Einzelausstellungen (Auswahl)
- 2021 The Disappointed Tourist, Museum der Moderne Salzburg
- 2017 Nostalgia, Danese/Corey, New York
- 2015 The Museum of Ornamental Leaves and Other Monochromatic Collections, Locks Gallery, Philadelphia
- 2015 Metal Painting, The Barnes Foundation, Philadelphia
- 2014 Ellen Harvey. The Unloved, Groeningemuseum, Brugge
- 2013 The Alien Guide to the Ruins of Washington DC, Corcoran Gallery of Art, Washington, D.C.
- 2012 Arcade/Arcadia, Locks Gallery, Philadelphia
- 2010 Picturesque Pictures, Galerie Gebr. Lehmann, Berlin
- 2010 The Nudist Museum, Bass Museum, Miami
- 2009 Ruins are More Beautiful, Centre for Contemporary Art Ujazdowsky Castle, Warsaw
- 2008 The Museum of Failure, Luxe Gallery, New York
- 2006 Bad Mirror, Galerie Gebr. Lehmann, Dresden
- 2006 Beautiful / Ugly, MagnusMüller, Berlin
- 2005 Mirror, Pennsylvania Academy of the Fine Arts, Philadelphia
- 2003 Context is Everything, Müllerdechiara Gallery, Berlin
- 2003 A Whitney for the Whitney at Philip Morris, Whitney Museum at Phillip Morris, New York

## Soloprojekte (Auswahl)
- 2015 Arcadia, Museum Kurhaus Kleve
- 2014 Repeat, installation, St. Amalberga Church, Bossuit
- 2012 Ex/Change your Luck, Art Production Fund at the Cosmopolitan, Las Vegas
- 2012 imaginary travels, Amerika Haus, Berlin
- 2011 Museum Show Part 1, Arnolfini, Bristol
- 2011 Belvedere. Why is Landscape Beautiful?, Arp Museum Bahnhof Rolandseck, Remagen
- 2010 The Forest of Parnassus, University of California, San Francisco
- 2009 Home of the Stars, Yankee Stadium Station, Bronx, NY. Commissioned by MTA Arts for Transit
- 2009 Door, University of California, Parnassus Campus, San Francisco, CA
- 2007 Carpet, Francisco Station, Chicago, IL. Commissioned by CTA Arts in Transit
- 2005 Queens Plaza Subway Station, Long Island City, NY., Look Up Not Down, Mosaic commissioned by MTA, Arts for Transit 1804 N. Calvert Street, Baltimore, MD. Picture Window, Curated by Gary Kachadourian
- 2004 Coney Island, NY., Dreamland Artist Club, Commissioned by Creative Time
- 2001 100 Free Portraits, various locations in New York, NY
- 1999–2001 New York Beautification Project, various locations in New York, NY

## Auszeichnungen (Auswahl)
- 2016 Wivina Demeester Prize for Commissioned Public Art, Belgium John Simon Guggenheim Foundation Fellowship CEC Arts Link residency, St. Petersburg, Russia
- 2012 Artist in Residence, Art Production Fund at the Cosmopolitan, Las Vegas
- 2010 Public  Art  Year  in  Review  Award,  Public  Art  Network,  Baltimor
- 2007 Pennies From Heaven Grant, The New York Community Trust, New York, NY
- 2004 Award, Rema Hort Mann Foundation, New York, NY
- 2004 Artist in Residence Award (Florida Atlantic University), Palm Beach Cultural Council, Palm Beach, FL
- 2004 Philadelphia Exhibitions Initiative Award (Pennsylvania Academy), Pew Charitable Trust, Philadelphia, PA
- 2003 In the Public Realm Finalist, New York Public Art Fund, New York, NY
- 2002 Lily Auchincloss Foundation Fellowship, New York Foundation for the Arts, New York, NY
- 2001 Independent Project Grant, Artists Space, New York, NY
- 2000 National Studio Program, PS1 Museum, Long Island
- 1997 Artist’s Grant, Vermont Studio Center, Johnson, VT
- 1989 Adams House Art Prize, Harvard College, Cambridge, MA

## Sammlungen
- Center for Contemporary Art, Ujazdowski Castle, Warsaw, Poland
- Centro Galego de Arte Contemporanea, Santiago de Compostela, Spain
- Fidelity Investments, New York, NY
- Gwangju Art Museum, Gwangju, Korea
- Hammer Museum, Los Angeles, CA
- Neuberger & Berman, LLC, New York, NY
- Pennsylvania Academy of Fine Art, Philadelphia, PA
- Princeton Art Museum, Princeton, NY
- The Progressive Collection, Cleveland, OH
- Queens Museum, Long Island City, NY
- Rema Horst Mann Foundation, New York, NY
- Schmidt-Drenhaus Collection, Dresden, Germany
- Whitney Museum of American Art, New York, NY
- Wyspa Institute, Gdańsk, Poland
- The West Collection, Oaks, PA